# Układ taneczno-akrobatyczny

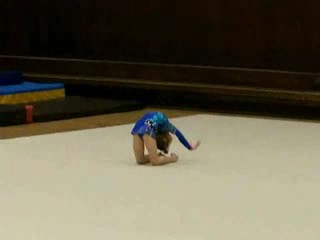
młodziczka w trakcie wykonywania przewrotu

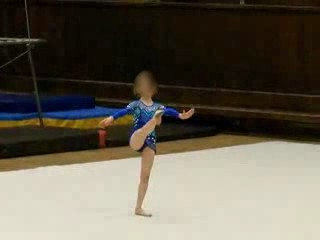
młodziczka, wykonująca równowagę

Układ taneczno-akrobatyczny (zwany również tanecznym) – w gimnastyce artystycznej, układ wykonywany przez najmłodsze zawodniczki - młodziczki, w wieku do 10 lat.
Trwa do półtorej minuty. Dziewczęta wykonują go na specjalnej planszy, poza obręb której nie mogą wyjść, bez wykorzystania żadnego przyrządu. Wymagania, określane przez Międzynarodową Federację Gimnastyczną oraz Polski Związek Gimnastyczny, są uzależnione od wieku i stopnia zaawansowania zawodniczek.

## Wymagania
- dla klasy III młodziczek

Maksymalna ilość zapisanych elementów, tzw. trudności - 14, o łącznej wartości, do 6 punktów. Są to :
3 równowagi, 3 skoki, 3 gibkości i 3 piruety.
- dla klasy młodzieżowej do 9 lat,

Obowiązkowo 12 elementów, o maksymalnym zapisie trudności, do 4 punktów. Wśród elementów wymaganych znajdują się : równowaga z nogą trzymaną z boku, skok szpagatowy, fala z głębokim skłonem, piruet na passe (dwa obroty) oraz 3 elementy akrobatyczne zapisane na karcie wartości technicznej. 
W obu przypadkach, dodatkowe elementy muszą być rozłożone równomiernie z każdej grupy podstawowej, a różnica pomiędzy ilością elementów z każdej grupy nie może być większa niż jeden.